# Toona sureni
Toona sureni är en tvåhjärtbladig växtart som först beskrevs av Carl Ludwig von Blume, och fick sitt nu gällande namn av Elmer Drew Merrill. Toona sureni ingår i släktet Toona och familjen Meliaceae. Inga underarter finns listade i Catalogue of Life.